# Sønder Nissum
Sønder Nissum – miasto w Danii, w regionie Jutlandia Środkowa, w gminie Holstebro.